# Pentacentrus nigrescens
Pentacentrus nigrescens är en insektsart som beskrevs av Lucien Chopard 1951. Pentacentrus nigrescens ingår i släktet Pentacentrus och familjen syrsor. Inga underarter finns listade i Catalogue of Life.